# Aggée Aje Matembo Toto
Agée Aje Matembo Toto, né le 17 octobre 1971 à Lubudi, est un homme politique de la République démocratique du Congo. 
De 2019 à 2021, il est ministre de l'Aménagement du territoire du gouvernement Ilunga,.

## Biographie
Il est né le 17 octobre 1971 à Lubudi dans la province du Lualaba dans la famille royale de l'ethnie Sanga.
Il est député national élu de la circonscription de Lubudi dans la province du Lualaba.
Il est le fondateur et président du parti politique Alliance des Nationalistes pour la Démocratie et l'Emergence du Congo (ANADEC). Avant de créer son propre parti, il était membre du parti UNADEF de Mwando Nsimba, en 2014 il était interfédéral au Katanga et en 2016 élu président de l'UNADEF.